# Bambocciad

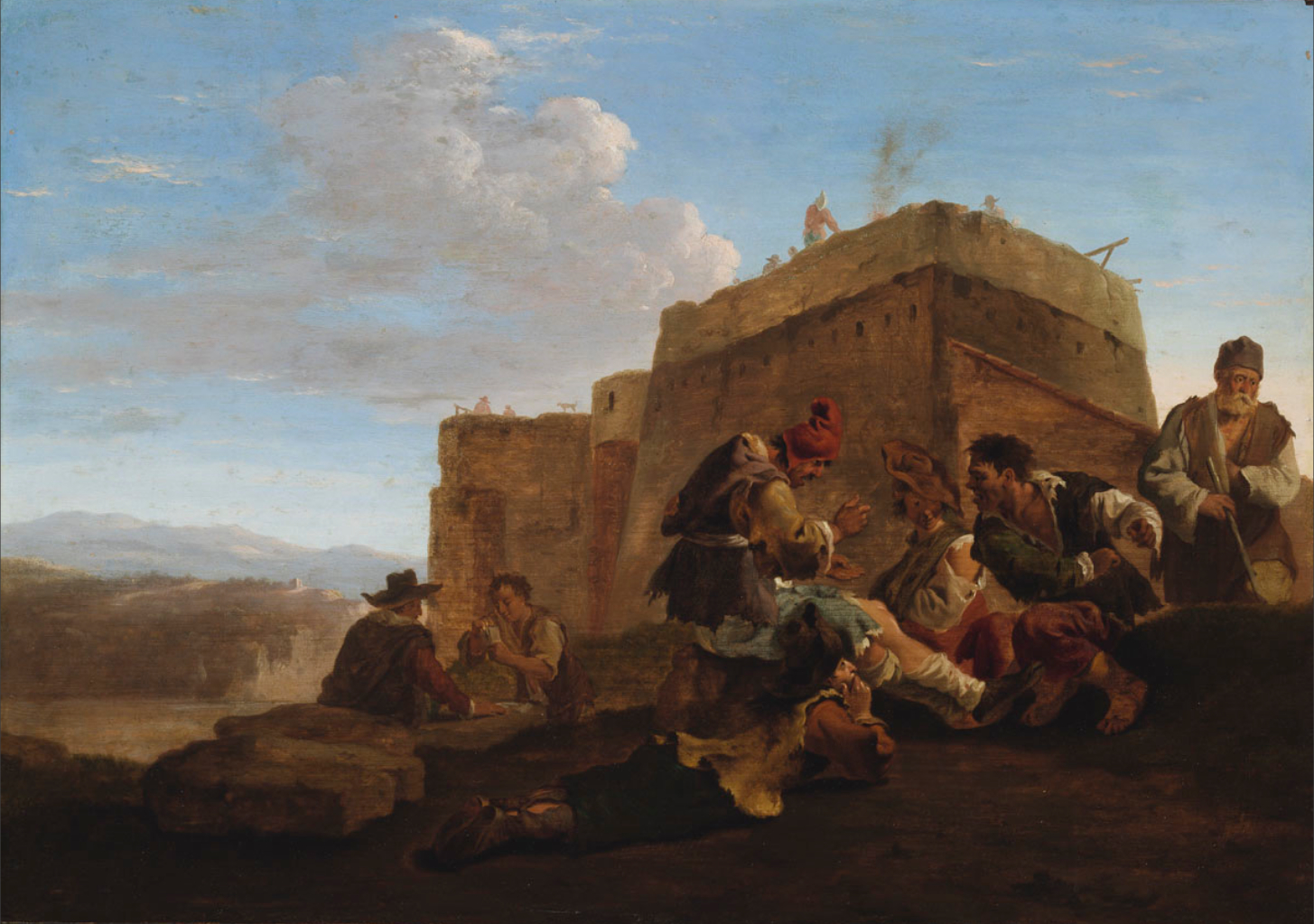
Jan Both: Landskap med morraspelare.

Bambocciad kallas ibland målningar, teckningar och etsningar från 1600-talet med burleska, komiska och ekivoka motiv från italienskt vardagsliv, oftast utförda av holländska och flamländska konstnärer. Denna "lägre" genre blev mycket populär under mitten av 1600-talet och framställer realistiskt händelser och motiv från vardagligt folk- och gatuliv i Italien. Namnet kommer från den holländske konstnären Pieter van Laer, som fick öknamnet il bamboccio (italienska "trasdockan"). Öknamnet sägs anspela dels på van Laers vanskapta kropp, men även på de småfigurer som förekom i hans målningar. Den grupp holländska och flamländska konstnärer som arbetade i denna genre kallas bamboccianti. Bambocciader kan även vara ornament kring tavelramar, skåpsidor med mera.